# Liga Palestina
A Liga Palestina, também conhecida como Liga Eretz Israel, foi uma liga de futebol de associação durante o Mandato Britânico da Palestina (hoje Israel ), que foi disputada de 1928 a 1948. Foi organizada pela Associação de Futebol Eretz Israel e é vista como a predecessora da atual liga israelense de primeira divisão, estabelecida em 1948.

## Organização e história
Administrada pela Associação de Futebol de Eretz Israel, que posteriormente foi renomeada como Associação de Futebol de Israel, a Liga Palestina é considerada a antecessora da moderna Premier League israelense e também uma antiga parte do sistema de ligas de futebol israelense . Devido a conflitos violentos envolvendo o Yishuv, a organização era instável, e em certos períodos não ocorreu nenhum campeonato nacional.  A liga foi interrompida por duas temporadas após 1947, em meio ao término do Mandato Britânico sobre o país em maio de 1948, à independência do Estado de Israel na mesma época e à subsequente guerra entre Israel e diversos países vizinhos. A Liga Palestina foi oficialmente substituída em 1949 pela recém-criada Liga Israelense, conhecida como Liga Alef .[carece de fontes?]
A primeira equipe a vencer a Liga Palestina foi a da polícia britânica, que terminou a temporada invicta. Além disso, conquistaram a Copa do Povo na mesma temporada, conquistando assim a dobradinha .  Com exceção da vitória inicial da Polícia Britânica sediada em Jerusalém, apenas os clubes de Tel Aviv ganharam o título durante o período do Mandato; o Hapoel e o Maccabi Tel Aviv venceram, respectivamente, cinco e quatro campeonatos.[carece de fontes?]

## Temporadas
Chave
| †                   | Os campeões também ganharam a Copa do Povo na mesma temporada                                                 |
| (número de títulos) | O número total de títulos conquistados por cada clube é continuamente atualizado e indicado entre parênteses. |

A classificação completa da liga e os detalhes dos artilheiros ainda não são conhecidos.
| Temporada | Vencedor (número de títulos)    | Notas    |
| --------- | ------------------------------- | -------- |
| 1928      | Maccabi Hasmonean Jerusalem (1) | –        |
| 1931–32   | Polícia Britânica (1)†          | –        |
| 1932–33   | Não ocorreu                     | –        |
| 1933–34   | Hapoel Tel Aviv (1)†            | –        |
| 1934–35   | Hapoel Tel Aviv (2)             | [ nb 1 ] |
| 1935–36   | Maccabi Tel Aviv (1)            | –        |
| 1936–37   | Maccabi Tel Aviv (2)            | –        |
| 1937–38   | Hapoel Tel Aviv (3)†            |          |
| 1938–39   | Não houve campeonato nacional   |          |
| 1939–40   | Hapoel Tel Aviv (4)             | –        |
| 1940–41   | Não ocorreu                     | –        |
| 1941–42   | Maccabi Tel Aviv (3)            | –        |
| 1942–43   | Não foi finalizado              | [ nb 2 ] |
| 1943–44   | Hapoel Tel Aviv (5)             | –        |
| 1944–45   | Não houve campeonato nacional   |          |
| 1945–46   | Não ocorreu                     | –        |
| 1946–47   | Maccabi Tel Aviv (4)†           | –        |
| 1947–48   | Não foi finalizado              | –        |
| 1948–49   | Não ocorreu                     | –        |

| Vencedor                     | Títulos | Anos ganhos                  |
| ---------------------------- | ------- | ---------------------------- |
| Hapoel Tel Aviv              | 5       | 1934, 1935, 1938, 1940, 1944 |
| Maccabi Tel Aviv             | 4       | 1936, 1937, 1942, 1947       |
| Macabeus Hasmoneus Jerusalém | 1       | 1928                         |
| Polícia Britânica            | 1       | 1931                         |
| Nordia (Beitar) Tel Aviv     | 1       | 1948                         |